# Новогвинейский крокодил
Новогвинейский крокодил (Crocodylus novaeguineae) — вид крупных пресмыкающихся семейства настоящих крокодилов, обитающих на острове Новая Гвинея.
Это средних размеров представители семейства настоящих крокодилов, однако габариты достаточны чтобы считаться крупными пресмыкающимися, достигнув веса в 295 кг. Самцы этого вида могут до 3,5 м в длину, самки — до 2,7 м.
Морда довольно узкая, окраска серо-коричневая, на хвосте тёмно-коричневая с чёрными пятнами. Новогвинейский крокодил по внешнему виду и строению довольно похож на сиамского крокодила, хотя является более близком родственником австралийского пресноводного крокодила. Филиппинский крокодил (Crocodylus mindorensis) ранее считался подвидом новогвинейского, однако сейчас обычно выделяется в отдельный вид.
Новогвинейский крокодил обитает в пресной воде во внутренней части острова, изредка его можно встретить в солоноватых водоёмах. Рацион животного довольно широк: молодые особи поедают насекомых и мелкую рыбу, подростки начинают включать в своей рацион змей, земноводных, более крупных рыбы, птиц и мелких млекопитающих, в то время как взрослые особи могут охотиться на более крупных животных. Кладка яиц производится в гнездо, которое родители сооружают из растительных материалов, на севере острова в засушливый период года, на юге — во влажный. В охране гнезда и заботе о потомстве могут принимать участие оба родителя.